# Героева, Людмила Михайловна

Людмила Героева — мастер художественного слова

Героева, Людмила Михайловна (род. 22 июля 1953, Ленинград) — советская, российская актриса театра и кино, режиссёр.
В 1971 году окончила актёрский курс студии заслуженного артиста РСФСР В.Г.Панаева при Магнитогорском драматическом театре им. Пушкина, в 1992 году режиссёрский курс В.П.Маркова в Санкт-Петербургском государственном университете культуры и искусств. Работала актрисой и режиссёром в молодёжном театре в Плесецке. Трижды (1985, 1986, 1987 годах) лауреат I премии Всероссийского актерского фестиваля «Весенние голоса» Северо-Западного региона в номинации «Художественное слово и моноспектакли». Снималась в фильмах «Брежнев», «Жизнь и смерть Леньки Пантелеева» и др.). Преподаватель кафедры режиссуры Санкт-Петербургского государственного университета культуры и искусств . Художественный руководитель Детского центра эстетического развития и актёрского мастерства им. А.Ю.Хочинского. Является директором и председателем жюри фестиваля детских театров «Театральный островок» — III Международный фестиваля театральных открытий и новаций среди детских коллективов, который проводится Театром Сатиры на Васильевском и Детским центром эстетического развития и актерского мастерства им. А.Ю.Хочинского . С 2007 г. сотрудничает с проектом "Театр Григория Демидовцева", с 2008 г. исполняет функции режиссёра-постановщика .